# Шіґеру Ояма
Шіґеру Ояма (яп. 大山茂, англ. Shigeru Oyama; 7 липня 1936, Токіо, Японія — 14 лютого 2016, Нью-Йорк, США) — японський майстер карате, володар 10-го дана, один із провідних учнів Масутацу Оями та засновник стилю World Oyama Karate. Відомий своєю майстерністю у повноконтактному карате, зокрема проходженням випробування «100 боїв» (яп. 百人組手, Hyakunin Kumite).

## Біографія

### Ранні роки
Шіґеру Ояма народився 7 липня 1936 року в Токіо, Японія. У дитинстві він спостерігав за тренуваннями Масутацу Оями, який був другом його батька. Хоча вони не були родичами, Масутацу Ояма часто тренувався у дворі родини Оями, що справило глибоке враження на молодого Шіґеру.

### Тренування в Кіокушин
У 12 років Шіґеру почав займатися карате під керівництвом Масутацу Оями. До 17 років він здобув чорний пояс. Його тренування були інтенсивними, часто тривали по чотири години, з двогодинними спарингами. 17 вересня 1966 року він успішно пройшов випробування «100 боїв», де боровся з 100 чорними поясами поспіль, що стало одним із найвищих досягнень у світі карате.

### Переїзд до США
У 1966 році, за рекомендацією Масутацу Оями, Шіґеру переїхав до Нью-Йорка для популяризації Кіокушин карате в США. Він швидко здобув репутацію суворого, але справедливого інструктора, і його додзьо стало центром підготовки багатьох чемпіонів світу. Серед його учнів були такі відомі каратисти, як Віллі Вільямс та Джоко Ніномія.

### Заснування World Oyama Karate
У 1981 році Шіґеру Ояма разом із братом Ясухіко Оямою заснував власну організацію — World Oyama Karate, яка стала незалежною від Кіокушинкай. Її штаб-квартира розташована в Бірмінгемі, штат Алабама. Організація швидко розрослася, відкривши додзьо по всьому світу, включаючи Європу та Австралію.

### Визнання та спадщина
У жовтні 1985 року Шіґеру Ояма отримав відзнаку за професійну досконалість від президента США Рональда Рейгана під час візиту до Білого дому. Він також відомий своїми демонстраціями, де ловив самурайський меч голими руками, що стало його фірмовим прийомом.
Шіґеру Ояма помер 14 лютого 2016 року в Нью-Йорку у віці 79 років. Його спадщина продовжує жити через численних учнів та організацію World Oyama Karate, яку нині очолює його брат Ясухіко Ояма.

## Досягнення
- 10-й дан у World Oyama Karate
- 8-й дан у Кіокушинкай
- Успішне проходження випробування «100 боїв»
- Засновник World Oyama Karate
- Автор книг:
  - Perfect Karate
  - 121 Thoughts in My Life in Karatedo
  - U.S. Karate Adventure
- Учасник документальних фільмів:
  - The Strongest Karate (1976)
  - The Strongest Karate Part II (1976)